# Arkiv for nordisk filologi
Arkiv for nordisk filologi var det første tidsskrift, som udelukkende var helliget studiet af de nordiske sprog og Nordens ældre litterære åndsliv.
Planen til det blev udkastet under det andet nordiske filologmøde (1881). De fire første bind (1883-1888) udkom i Kristiania og redigeredes af Gustav Storm; 1889 påbegyndtes en "ny följd", som udkom i Lund under redaktion af Axel Kock.

## Eksterne linker
- Arkiv for nordisk Filologi, artikel i Salmonsens konversationsleksikon
- Arkiv för nordisk filologi, ældre årgange digitalisert av Projekt Runeberg